# 80e brigade d'assaut aérien
La 80e brigade d'assaut aérien (en ukrainien : 80-та окрема десантно-штурмова бригада, abrégé en 80 ОДШБр ; numéro d'unité militaire А0284) est une grande unité des Forces d'assaut aérien ukrainiennes. La brigade s'illustre durant l'invasion russe de l'Ukraine. Elle participe d'abord à la défense de Mykolaïv empêchant également les Russes de se diriger vers Odessa en remportant la bataille de Voznessensk. En mai 2022, elle inflige de lourdes pertes aux Russes lors de la bataille du Donets ; en septembre elle joue un rôle majeur lors de la contre-offensive de Kharkiv. Elle est ensuite déployée sur les points chauds du front : à Bakhmout en 2023, entre Marïnka et Avdiïvka puis dans l'oblast de Koursk en 2024.

## Historique

### Union soviétique
La filiation de l'unité remonte au 80e régiment aéroporté soviétique, qui a été formé le 3 mai 1955 sur la base militaire de Gaižiūnai (en Lituanie, près de Kaunas) comme partie de la 7e division aéroportée de la Garde. Le régiment atterrit à Budapest en novembre 1956 pour écraser la révolution hongroise, puis est affecté en 1959 à la 104e division aéroportée de la Garde, d'abord à Bakou, puis à Kirovabad (aujourd'hui Gandja, en Azerbaïdjan). Il est engagé en août 1968 pour réprimer le Printemps de Prague.
Le 80e régiment est dissous le 3 août 1979, ses bataillons servant à la formation des 39e et 40e brigades d'assaut aérien. Si la 40e est à Nikolaïev, la 39e est à Khyrov dans l'oblast de Lvov. En janvier 1980, le 1er bataillons de la 39e est envoyé à Termez (en Ouzbékistan) puis de là en Afghanistan. En 1986, les membres de la brigade sont utilisés pour sécuriser le site de Tchernobyl (comme liquidateurs). De janvier à avril 1990, toute la brigade est envoyée au Haut-Karabagh pour rétablir l'ordre. Le 1er juin 1990, la 39e brigade est transformée en 224e centre d'entraînement aéroporté.

### Unité ukrainienne
Le 3 mai 1992, une partie du personnel prête serment d'allégeance à l'Ukraine, les autres quittent le pays pour rejoindre une nouvelle caserne en Russie, près de Saratov. En septembre 1993, le 224e centre d'entrainement, à Khyriv, est renommé 39e brigade aéromobile, puis en novembre 1995 la 6e brigade aéromobile, réduite pour former en décembre 1999 le 80e régiment aéromobile, qui déménage en juin 2003 à Lviv. L'unité fournit des détachements pour les missions de maintien de la paix au Kosovo, en Sierra Leone et en Irak (sous le nom de 81e groupe tactique en 2004-2005).

### Guerre du Donbass
Le 25 novembre 2013 elle devient la 80e brigade d'assaut aérien en intégrant le 87e bataillon aéromobile. Après l' annexion russe de la Crimée en mars 2014, la brigade est déployée pour couvrir les frontières des régions de Soumy et de Poltava.

#### Bataille de l'aéroport de Louhansk (avril - septembre 2014)
La brigade quitte sa caserne le 7 avril 2014 pour prendre le contrôle de l'aéroport de Louhansk où elle y résiste jusqu'en septembre, lorsque les forces russes la forcent à battre en retraite,. Le 17 juin, les combattants de la brigade participent à la libération du village de Metalist , 9 militaires meurent dans la bataille. En juin 2014, avec la 128e brigade de montagne, elle participe à la défense de Chtchastia et à la bataille de Loutouhyne. Le 13 juillet, une colonne de la 80e brigade aéromobile, de la 1re brigade de chars, de la 128e brigade d'infanterie de montagne et d'autres unités se dirigent vers l'aéroport depuis Chchastia, mais cette opération est mal planifiée. Aucune reconnaissance technique n’a été effectuée et aucune donnée de renseignement n’a été collectée. Au cours du mouvement, il  s'avère que le pont qui figurait sur la carte n'est pas adapté au transport de véhicules blindés. Les forces séparatistes connaissent très bien le terrain et observent la colonne. Près de la localité de Rozkishne, les séparatistes ouvrent le feu et divisent la colonne en deux parties, infligeant des pertes aux ukrainiens, 5 soldats de la 80e brigade sont tués. Une partie de la colonne qui avançe réussit à percer, mais ce n'est qu'un renfort insignifiant pour les défenseurs de l'aéroport. Le plan prévu n’a pas pu être mis en œuvre. Ainsi, les 20 et 21 juillet, une opération similaire avec une plus grande couverture est menée, Georgiivka et l'aéroport débloqué sont libérés en même temps, 2 militaires de la brigade sont tués lors de la percée.
Dans la nuit du 1er août 2014, les unités de la brigade, grâce aux renseignements reçus du groupe d'information « Right Cause », détruisent une importante colonne se déplaçant de Sukhodolsk à Louhansk. Dans le message des membres de l'organisation, il est indiqué qu'à la suite de l'embuscade, 7 chars, 5 véhicules blindés de transport de troupes, 3 installations "Grad" et environ 7 véhicules de logistique sont détruits, entraînant des pertes humaines pour les séparatistes. Le 13 août, une grande colonne de la 24e brigade mécanisée, du bataillon « Aidar » , de la 1re brigade blindée et de la 80e prennent d'assaut les villages stratégiquement importants de Novosvitlivka et Khryashchuvaty. Les combattants ukrainiens parviennent à les conquérir sans complications et commencent à se préparer à la défense. Les forces séparatistes commencent à bombarder les positions ukrainiennes et le lendemain passent à l'offensive. Cependant, l'attaque est repoussée et les milices pro-russes subissent des pertes.
Le 16 août 2014, des combats éclatent près de Krasny, au cours de laquelle des unités russe sont repérés aux côtés de militants pro-russes. Les combattants de la 80e ont remarquent un groupe d'assaut de parachutistes en uniformes se déplaçant de manière coordonnée derrière trois véhicules blindés de transport de troupes. Après avoir demandé un tir de mortiers de la 128e brigade, les combattants ajustent le tir et touchent 2 véhicules blindés de transport de troupes. L'ennemi se replie dans la forêt, mais les tirs des mortiers ukrainiens se poursuivent. Après l'échange, les positions des troupes ukrainiennes sont repérées et touchées par une frappe d'artillerie de BM-21 Grad. L'une des roquettes touche un l'abri, où 9 parachutistes de la 80e brigade et un tankiste de la 24e brigade sont tués,.
Le 31 août, malgré le cessez-le-feu annoncé, les Russes lancent une offensive massive en utilisant des chars T-90. Les bâtiments dans lesquels se cachent les parachutistes sont détruits par les Russes à l'aide d'artillerie automotrices 2S7 "Pion" et de mortiers automoteurs 2S4 "Tulpan" . Lors de la contre-attaque, de nombreux prisonniers sont faits. Les attaques russes se poursuivent tout de même dans un certain chaos et durant lesquels l'aéroport est détruit. Les ukrainiens se retirent finalement de l'aéroport par groupes de 5 à 8 personnes. Lors du dernier assaut sur l'aérodrome le 31 août, 10 combattants de la brigade sont tués. Les données des interceptions radio montrent que les Russes évoquent de lourdes pertes et exigent une augmentation des tirs d'artillerie pour détruire les positions des parachutistes ukrainiens, alors que l'aéroport lui-même était déjà abandonné,.
Le 5 septembre 2014, des combattants de la 5e compagnie aéromobile du 2e bataillon de la 80e brigade aéromobile et du bataillon Aidar tombent dans une embuscade près de Veselaya Gora. Au cours de la bataille, les parachutistes détruisent un char et un véhicule blindé de transport de troupes, mais 23 hommes sont tuées et portées disparues.
En janvier 2015 la brigade participe à la seconde bataille de l'aéroport de Donetsk où ses membres gagnent le surnom de « Cyborg » pour leur résistance acharnée contre l'ennemi.

### Invasion russe de l'Ukraine
Au moment du déclenchement de l'invasion de l'Ukraine par la Russie en 2022, l'essentiel de la brigade est engagé sur le front sud de l'Ukraine.

#### Bataille de Mykolaiv et de Kiev (février - avril 2022)
Dans l'oblast de Kiev, le 2e bataillon de la brigade est postionné à la frontière biélorusse dans la zone d'exclusion de Tchernobyl. Dans la nuit du 23 au 24 février 2022, la compagnie d'appui-feu du bataillon est en soutien des gardes-frontières mobiles Dozor alors que la menace se précise. Le 24, les parachutistes doivent abandonner le terrain et Tchernobyl et se replient vers Kiev en faisant exploser le pont qui enjambe la rivière Ouj. Ils sont ensuite envoyés contre-attaquer à l'aéroport de Hostomel que les VDV russes ont conquis. Les hommes se retirent ensuite le long de la rivière Irpine et défendent la ville éponyme d'Irpin et Vorzel devant Kiev à partir du 3 mars. Le 2e bataillon poursuit les combats dans la zone tout le mois de mars jusqu'au retrait des troupes russes.
Le reste de la brigade est déployé dans le sud de l'Ukraine sur le terrain d'entraînement de Shirokiy Lan près de Mykolaiv. Elle arrive en renfort de la 59e brigade motorisée débordée dans l'oblast de Kherson et qui doit abandonner le terrain jusqu'au Dniepr, dès le 24 février. La brigade se déploie le long du fleuve et engage les troupes russes près de Kherson au niveau des ponts du barrage de Nova Kakhovka et Antonovskiy qu'elle tente de sécuriser face aux parachutistes russes. Après de violents combats les 25 et 26 février, la 80e brigade est forcée de battre en retraite; les deux brigades décrochent à Mykolaïv. Les parachutistes participent ensuite à la défense de Mykolaïv, partiellement encerclée par le sud et le nord-est. Face à l'impossibilité de prendre la ville, les russes tentent de la contourner par le nord pour traverser la boug méridional et aller jusqu'à Odessa. La 126e brigade de défense côtière russe est alors tenue en échec par la 80e brigade à Voznessensk et Andriichykove entre le 2 et 3 mars après de violents combats,. Durant la deuxième moitié de mars, la 80e brigade participe aux contre-attaques dans l'oblast de Mykolaïv. Le 22 mars, elle libère les communes de Pisky et Inhulka près de Bachtanka. Des éléments de la brigade combattent ensuite au sud dans le secteur de Kryvyï Rih autour de Vyssokopillia où elle subit de violents affrontement le 5 avril.

#### Bataille du Donbass (avril - août 2022)
Au mois d'avril 2022, la 80e brigade est redéployée dans le Donbass pour faire face à l'offensive russe sur les villes de Sloviansk, Siversk et Sievierodonetsk après la prise d'Izioum. La brigade est positionnée le long de la rivière Donets que les Russes tentent de traverser pour encercler Sievierodonetsk. Le 11 mai, des unités de la 74e brigade de fusiliers motorisés russes tentent de franchir la rivière près de Bilohorivka. Les 1re et 2e compagnie du 1er bataillon et la 2e compagnie du 3e bataillon de la 80e brigade, appuyées par des unités de chars de la 30e brigade mécanisée, du 15e bataillon de la 128e brigade d'assaut de montagne et de la 58e brigade motorisée les repoussent et leur infligent de très lourdes pertes. Un bataillon de la brigade est ensuite envoyé à la mi-mai au sud de Sievierodonetsk après la percée de Popasna. Les parachutistes mènent de violents combats contre la 76e division d'assaut aéroporté à Berestove (raïon de Bakhmout) (en) et Bilohorivka (Oblast de Donetsk) (uk) pour boucher la brêche et tenir la T1302, principale voie de ravitaillement vers Sievierodonetsk. En juin, la brigade est repositionnée un peu plus à l'ouest, au nord-ouest de Sloviansk en face de Sviatohirsk aux côtés des 81e brigade aéromobile et 95e brigade d'assaut aérien où elle prend notamment part à la bataille de Bohorodychne qui menace Sloviansk. D'autres éléments de la brigade combattent toujours sur le flanc sud de Lyssytchansk près du village de Pidlisne (raïon de Sievierodonetsk) (uk) qui est pris le 21 juin. Après la retraite ukrainienne de Sievierodonetsk et Lyssytchansk entre le 25 juin et le 3 juillet, les éléments de la brigade dans le secteur défendent Siversk. Ils retiennent les Russes entre Verkhn'okam'yans'ke (uk) et Spirne (raïon de Bakhmout) (uk) durant l'été avant d'être temporairement retirés du front, relayés par la 30e brigade mécanisée.

#### Contre-offensive de Kharkiv et bataille de la ligne Svatove-Kreminna (septembre - janvier 2022)
À partir du 6 septembre, la brigade participe de manière décisive à la contre-offensive de Kharkiv où elle est utilisée comme fer de lance. Au lancement de l'offensive, elle brêche la défense russe au nord de Balaklia avec la 25e brigade aéroportée. Puis, à l'aide de la 92e brigade mécanisée et de la 4e brigade de chars, elle perce les lignes russes qui s'effondrent les jours suivants. Tandis que les 14e brigade et 92e brigade mécanisée foncent vers Koupiansk, que la 25e aéroportée se dirige vers Izioum, la 80e brigade atteint la rivière Oskil le 9 septembre. Elle prend le village de Gorochowatka (uk) et son pont bloquant de potentiels renforts puis redescend par le sud pour encercler les troupes russes positionnées à Izioum. Elles sont alors forcées d'abandonner la ville et se retirer à l'est de la rivière. Le 24 septembre pendant que la 81e brigade aéromobile et la 66e brigade mécanisée attaquent Lyman par l'ouest et le sud-ouest, la 25e aéroportée perce au nord de la ville. Quelques kilomètres plus au nord, la 80e traverse la rivière Oskil et libère Pisky-Radkivski (en) puis les communes avoisinantes, protégeant le flanc de la 25e qui peut progresser vers le sud pour encercler Lyman, libérée le 1er octobre.
Au cours du mois d'octobre, la brigade reste positionnée dans le secteur où elle parvient à élargir la tête de pont à l'est de l'Oskil en direction de l'axe Svatove-Kreminna. Le 24 octobre, les parachutistes libèrent Nevs'ke (oblast de Louhansk) (uk). Les opérations ralentissent à partir de novembre avec l'arrivée de la raspoutitsa. La 80e brigade reste positionnée entre Makiivka - Terny - Dibrova.

#### Bataille de Bakhmout (février 2023 - mars 2024)
À la fin janvier 2023, la brigade est redéployée dans le secteur de Bakhmout. La brigade joue un rôle clé en stabilisant notamment le sud-ouest de la ville devant Ivanivske et Stupocky protégeant l'autoroute T0504, renommée la "Route de la vie", dernière artère vers Bakhmout dont la prise couperait l'arrière des troupes dans la ville. Ils y restent positionnés jusqu'à la prise de la ville par le groupe Wagner en mai 2023 après d'intenses combats.
La 80e brigade participe ensuite aux contre-attaque sur le flanc sud de la ville à partir de la mi-mai 2023. Elle fixe les positions russes au nord de Klichtchiïvka tandis que la 3e brigade d'assaut attaque directement à l'ouest de la commune sur son flanc droit. À partir du mois de juillet, elle prend le relais de la 3e brigade sur Klichtchiïvka qui est déplacé vers Andrivka. Elle mène de violents combats durant tout le mois d'août pour reprendre le terrain aux russes. Le 17 septembre 2023, le Régiment d'assaut « Tsunami » de la brigade d'assaut de la police nationale « Rage », ainsi que la 80e brigade d'assaut aérien et la 5e brigade d'assaut, libèrent Klichtchiïvka. La brigade fait ensuite face aux contre-attaques russes dans le secteur à partir d'octobre 2023.
À partir de février 2024, le 3e bataillon de la brigade est envoyé au nord de Marïnka après la capture de la ville, afin de soutenir la 79e brigade d'assaut aérien. Ils sont impliqués dans la bataille de Krasnohorivka aux côtés d'un bataillon de la 3e brigade d'assaut où ils affrontent la 5e brigade de fusiliers motorisés malgré les lourds bombardements et les assauts.

#### Offensive dans l'oblast de Koursk (depuis août 2024)
En août 2024, la brigade participe à l'offensive ukrainienne dans l'oblast russe de Koursk. Le 6 août, elle fait partie du groupe de rupture et figure parmi les premières unités à pénétrer dans l'oblast. Le 2e bataillon, appuyé par des unités de chars, détruit et prend le contrôle du poste frontière d'Olechnia en direction de Soudja et revendique la capture de nombreux soldats russes,. Le reste de la brigade pénètre à son tour dans l'oblast et participe à la capture de Soudja le 8 août. La brigade poursuit son avancée et mène ensuite des combats de stabilisation entre Cherkasskoe Porechnoe et Russkoe Porechnoeau, au nord-est de la ville. La brigade passe alors en défensif et prend position au nord-est de la poche de Koursk entre Malaya Loknya et Cherkasskoe Porechnoe. Les unités de drones de la brigade harcèlent les forces Russes qui circulent sur la R200. Pendant plusieurs mois, la brigade va tenir le secteur face aux nombreuses contre-attaques de la 810e brigade d'infanterie de marine de la Garde russe, leur infligeant de lourdes pertes et faisant plusieurs prisonniers. Le 20 décembre, le 1er bataillon affirme avoir combattu et repoussé des soldats envoyés par la Corée du Nord publiant une photo de combattants décédés. Le 6 janvier, une vidéo publié par les Forces d'assaut aérien ukrainiennes fait le tour des réseaux sociaux. Elle montre un Stryker de la brigade, à court de munitions après de violents combats, poursuivre et écraser plusieurs soldats russes dans un champ à proximité de Russkoe Porechnoeau,. Début mars, après plusieurs mois de défenses dans l'oblast, les forces ukrainiennes se retirent.

## Structure

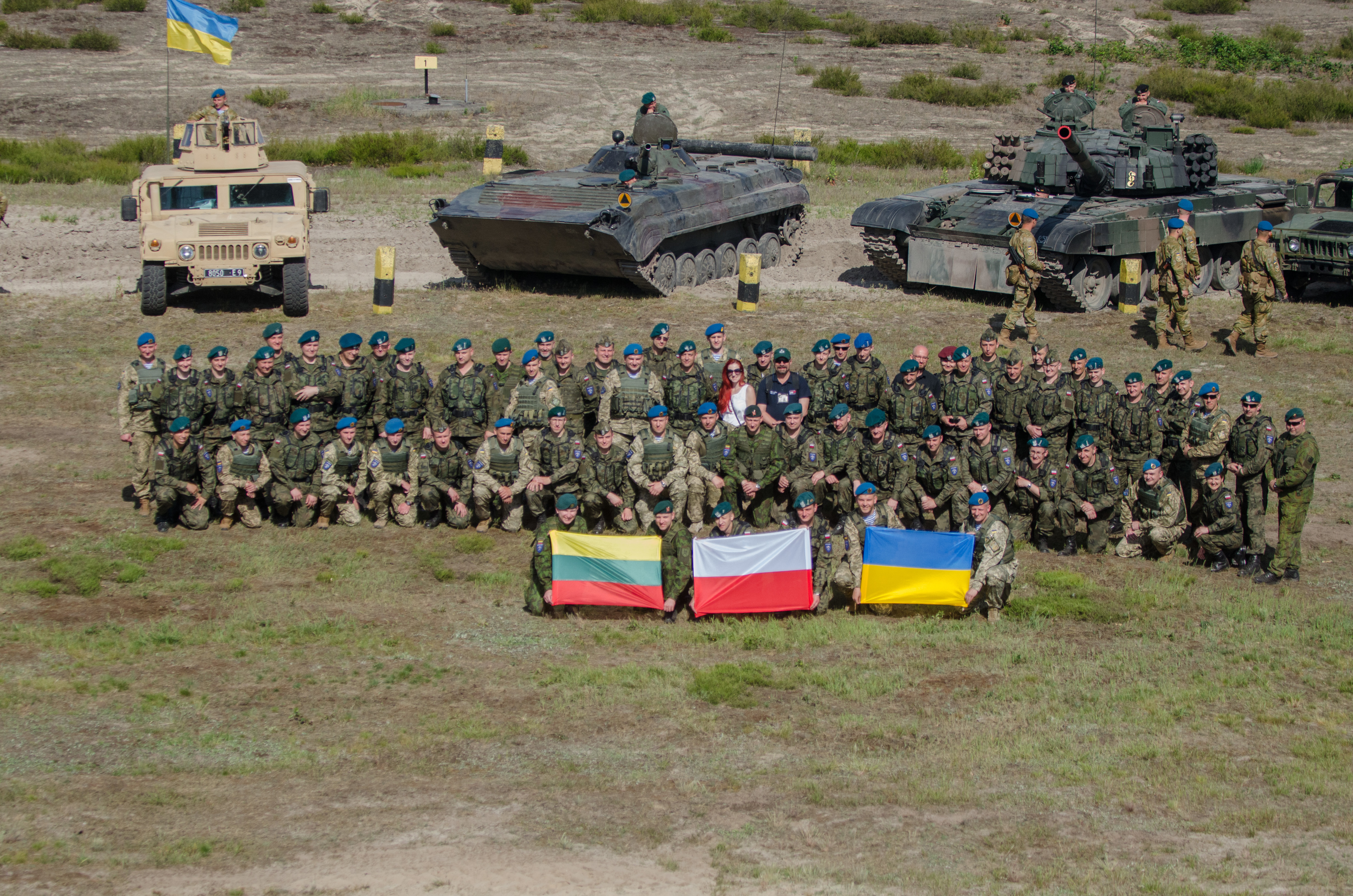
En 2016 à Novaïa Deba avec la brigade lituano-polono-ukrainienne lors de la cérémonie d'ouverture de l'exercice Anaconda.
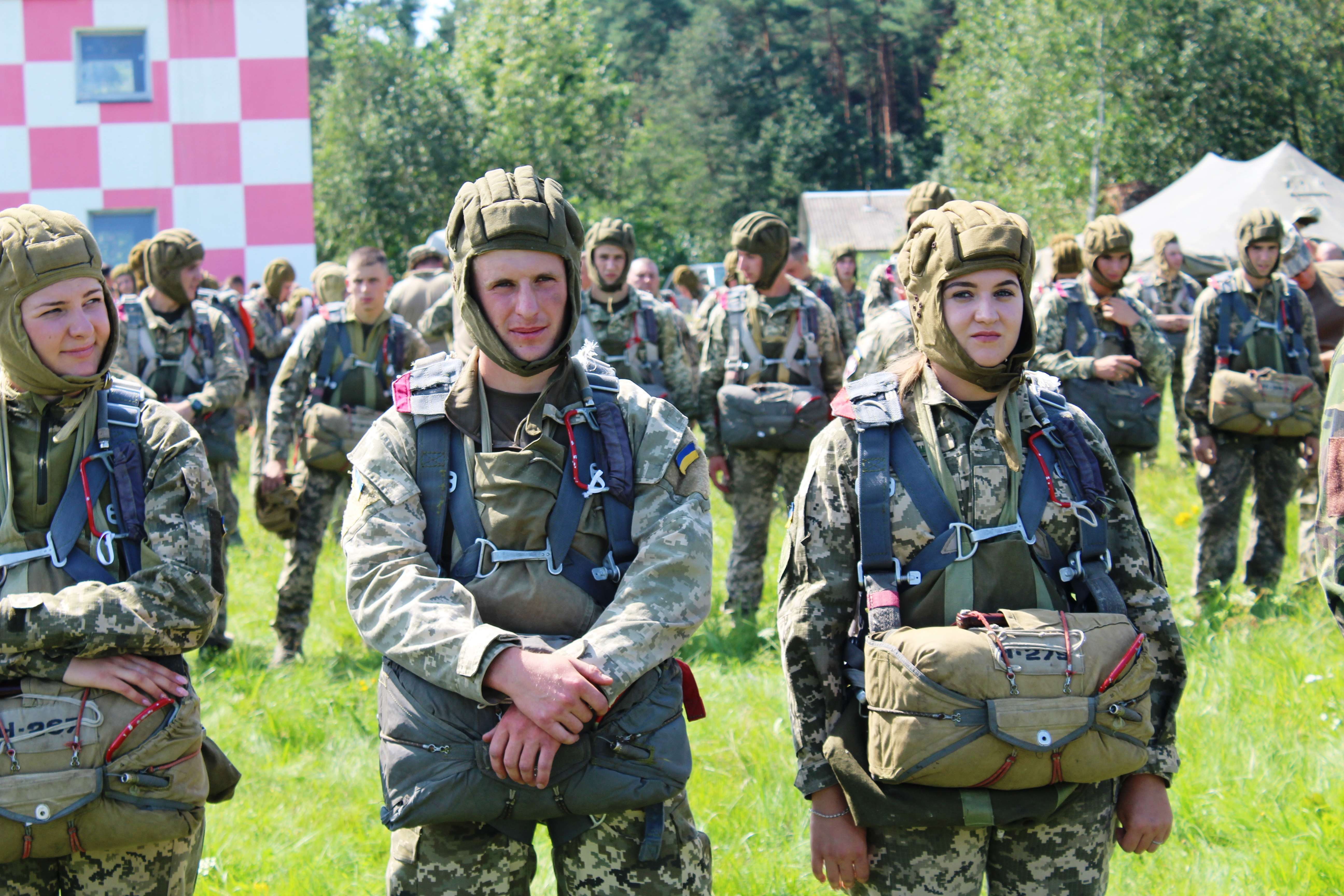
Unité mixte à l'entrainement en 2018.
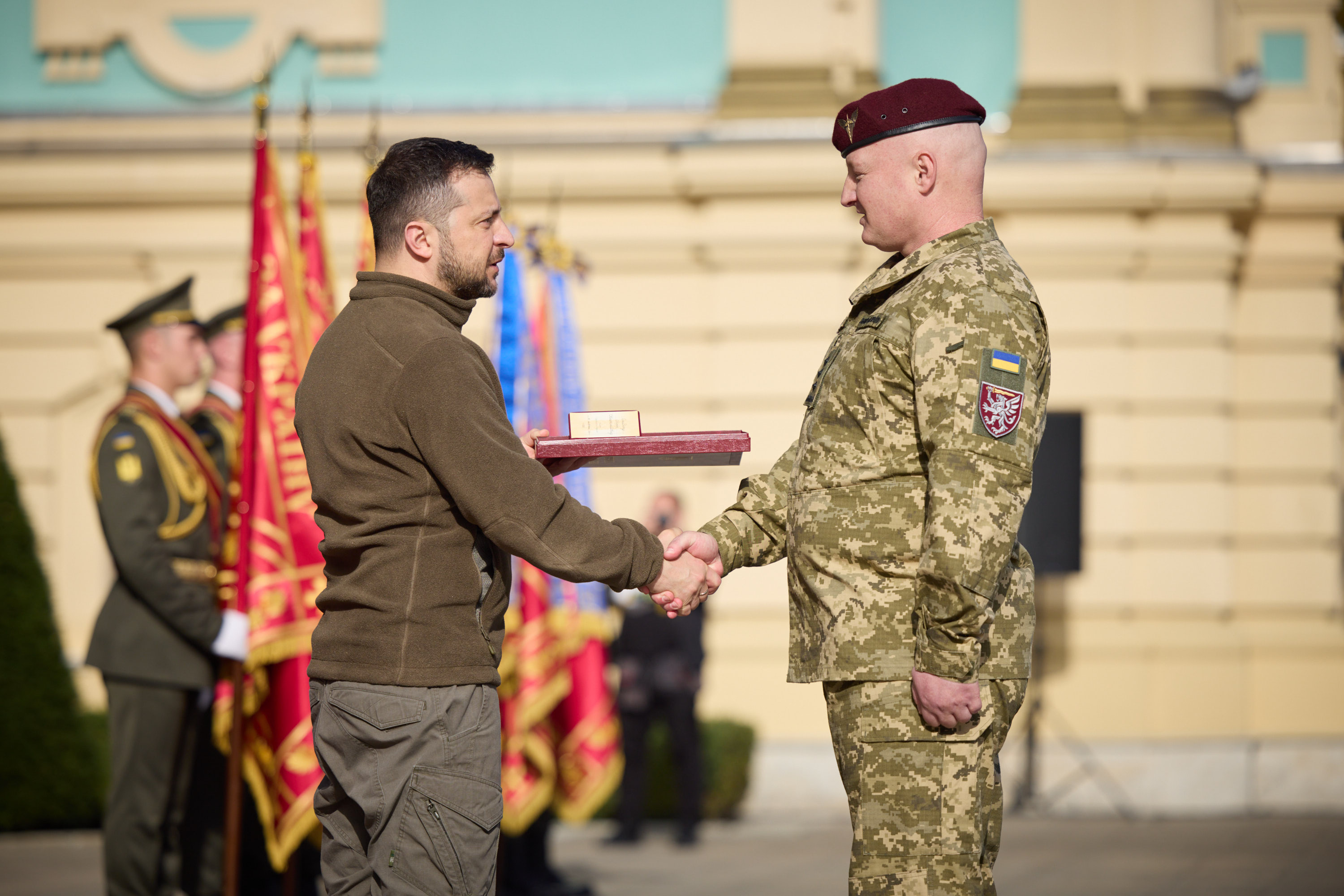
En 2022, le Président Zelensky, à gauche, lors de la Journée des défenseurs et défenseuses de l'Ukraine.

### Ordre de bataille
- État-major de la brigade ;
  - 
    -  Compagnie de protection du QG ;

  -  1er bataillon d'assaut aérien ;
  -  2e bataillon d'assaut aérien ;
  -  3e bataillon d'assaut aérien ;
  -  4e bataillon aéromobile ;
  -  Légion caucasienne ;
  -  Compagnie de chars (des T-80AV)
  -  groupe d'artillerie de la brigade;
    - 
      -  État-major du groupe d'artillerie
      -  Unité de contrôle et d'acquisition de cibles ;

    -  Bataillon (дивізіон) d'artillerie automotrice[28] (2S3 Akatsiya) ;
    -  Bataillon d'artillerie automotrice (2S1 Gvozdika) ;
    -  Bataillon de lance-roquettes multiples (BM-21 Grad) ;
    -  Bataillon antichar

  -  Bataillon antiaérien (9K35 Strela-10 et 2K22 Toungouska) ;
  -  Bataillon du du génie ;
  -  Compagnie de reconnaissance (sur BRDM-2) ;
  -  Compagnie logistique ;
  -  Compagnie de maintenance ;
  -  Compagnie de transmissions ;
  -  Compagnie de radar ;
  -  Compagnie médicale (soins et évacuation) ;
  -  Compagnie de protection NRBC.

Entre 2022 et 2024, le 57e bataillon de fusiliers étaient attaché à la brigade. Il semble avoir été transféré à la 65e brigade mécanisée.

### Équipement
La 80e brigade est équipée de façon relativement légère :
- une compagnie de chars dispose de T-80BV
- quatre bataillons d'assauts : blindés de transports de troupes Stryker livrés en 2023 par les États-Unis, blindés légers Humvee et Kozak-2[29], MRAP Bushmaster livré par l'Australie en 2022.
- groupe d'artillerie : un bataillon sur Howitzer 105 mm L119[30], un sur 2S1 Gvozdika automoteur, un sur BM-21 Grad.

### Chefs de corps
- 26 mai 1992 — 1er septembre 1995 : Mykhaïlo Koval
- septembre 1995 — octobre 1998 : Mykola Novak
- octobre 1998 — juin 2000 : Іhor Stelmakh
- juin 2000 — février 2001 : Vassil Sourovnev
- février 2001 — septembre 2004 : Mykola Tkatchenko
- septembre 2004 — janvier 2007 : Ihor Overin
- 2007 — 2014 : Victor Kopatchinckiy
- 2014 — 2016 : Andriy Kovaltchouk
- 2016 — 2022 : Volodymyr Chvorak (uk)
- 2022 — 2022 : Ihor Skybiouk[31].
- 2022 - juillet 2024 : Emil Ichkoulov[32].
- Depuis juillet 2024 : Pavlo Rozlach

## Traditions

### Personnalités y ayant servi
- Igor Zinytch, héros de l'Ukraine le 14 octobre 2015.